# Look What I Almost Stepped In...
Look What I Almost Stepped In... es el octavo álbum de estudio de la banda californiana The Vandals. Fue lanzado el 29 de agosto de 2000 mediante Nitro Records y fue el último disco que los Vandals lanzaron bajo la firma de la discográfica de Dexter Holland. La banda lanzó sus siguientes discos con Kung Fu Records, el sello del bajista Joe Escalante.
Aunque el batería habitual de los Vandals Josh Freese apareció en los créditos como miembro del grupo que participó en la grabación, realmente no pudo colaborar en este álbum debido a otros compromisos musicales. Pese a ello, Freese aparece en las carátulas y fotos interiores del disco. Para la realización de este octavo álbum de estudio, los Vandals tuvieron que recurrir a Brooks Wackerman, quien ya había sustituido a Freese en varias ocasiones como batería en las giras. También participaron en la grabación algunas personalidades como el actor Jack Black, Kyle Gass de Tenacious D, el músico y actor Scott Aukerman, el propio Dexter Holland y miembros de la banda Bigwig.

## Listado de canciones
Todas las canciones compuestas por Warren Fitzgerald excepto las indicadas.
1. «Behind the Music» - 2:44
2. «Sorry, Mom and Dad» - 2:34
3. «Go» - 2:17
4. «The New You» - 2:41 (Fitzgerald/Quackenbush)
5. «Flowers Are Pretty» - 3:17
6. «Jackass» - 3:20 (Escalante/Dexter Holland)
7. «What About Me?» - 2:20
8. «You're Not the Boss of Me (Kick It)» - 3:21 (Quackenbush)
9. «I'm the Boss of Me» - 2:00
10. «That's My Girl» - 2:26
11. «Get a Room» - 2:48
12. «San Berdu» - 3:13
13. «Crippled & Blind» - 2:25 (Quackenbush)
14. «Fourteen» - 3:04

## Créditos
- Dave Quackenbush - cantante
- Warren Fitzgerald - guitarra eléctrica, coros, productor
- Joe Escalante - bajo, coros
- Brooks Wackerman - baterista
- Jack Black - coros en "Fourteen"
- Kyle Gass - coros en "Fourteen"
- Scott Aukerman - coros en "That's My Girl"
- Dexter Holland - coros en "Jackass"
- Bigwig - voz cuadrilla
- Chris Sheldon - mezclas (en Westlake Studios, Hollywood, California)